# Jörg Kling
Jörg Kling, né vers 1450, probablement à Erfurt, et mort le 28 novembre 1506 à Vienne, est un architecte et tailleur de pierre germano-autrichien, qui fut à partir de 1488 le maître d'œuvre de la cathédrale Saint-Étienne de Vienne.

## Biographie
Il est originaire d'Erfurt où il a travaillé sur la nef de style gothique tardif de la cathédrale commencée en 1455. En 1488, Kling succède à Simon Achleitner au poste de maître d'œuvre du chantier de cathédrale à Vienne, qu'il dirige pendant près de deux décennies. Sa pierre tombale était autrefois visible dans la cathédrale et situait son décès au 28 novembre 1506.

## Travaux
L'avancement des travaux de construction de la tour nord de Saint-Étienne sous la direction de Kling peut être retracé à travers la série d'indication d'années qui ont été régulièrement ajoutées à partir de 1491. Il a réalisé la majeure partie du clocher inachevé, y compris les trois pignons, à un rythme ne dépassant pas plus de deux couches de pierre par an. La  lanterne des morts datée de 1502 lui est attribuée.
Son successeur à la tête du chantier est Jörg Öchsl.